# Spartansburg
Spartansburg es un borough ubicado en el condado de Crawford en el estado estadounidense de Pensilvania. En el año 2000 tenía una población de 333 habitantes y una densidad poblacional de 193 personas por km².

## Demografía
Según la Oficina del Censo en 2000 los ingresos medios por hogar en la localidad eran de $26,731 y los ingresos medios por familia eran $34,063. Los hombres tenían unos ingresos medios de $33,750 frente a los $27,656 para las mujeres. La renta per cápita para la localidad era de $16,035. Alrededor del 13.7% de la población estaba por debajo del umbral de pobreza.